# Li Xuerui
Li Xuerui (chinesisch 李雪芮, Pinyin Lĭ Xuĕruì, * 24. Januar 1991 in Chongqing, Volksrepublik China) ist eine chinesische Badmintonspielerin.

## Karriere
Li Xuerui verzeichnet als ihren größten Erfolg den Gewinn der Goldmedaille bei den Olympischen Spielen 2012 in London im Dameneinzel.
Zuvor hatte sie bei der Junioren-Asienmeisterschaft 2008 Gold gewonnen. Im gleichen Jahr sicherte sie sich auch den Mannschaftstitel bei der Junioren-Weltmeisterschaft.
Mit dem Gewinn der All England Open 2012 gelang ihr erster Sieg eines Turniers der BWF Super Series, sieben Wochen später schaffte sie dies erneut mit dem Sieg über die Deutsche Juliane Schenk im Finale der India Open 2012. Bei den Asienmeisterschaften 2010 und 2012 erreichte sie jeweils Gold.
2012 gewann sie außerdem die German Open (Badminton), die China Open Super Series und die Hong Kong Super Series sowie das Finale der BWF Super Series Finale gegen Wang Shixian.
2013 erreichte sie das Finale der Asien-Meisterschaften, das von Wang Yihan gewonnen wurde. Auch war sie Mitglied der chinesischen Mannschaft, die den Sudirman Cup erfolgreich verteidigte. Am 16. Juni gewann sie die Indonesia Super Series gegen Juliane Schenk.

## Sportliche Erfolge

### Titel im Dameneinzel

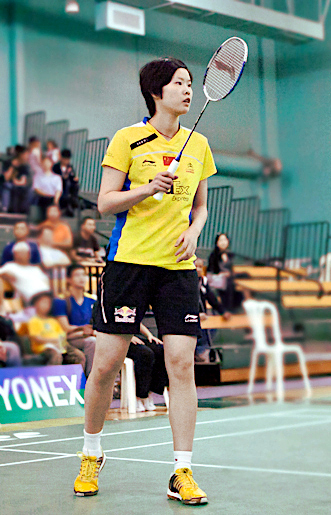
Li Xuerui 2011 bei den US Open in Orange, Kalifornien

| Resultat          | Jahr | Ort / Turnier | Gegner     | Ergebnis            |
| ----------------- | ---- | ------------- | ---------- | ------------------- |
| Olympische Spiele |      |               |            |                     |
| Gold              | 2012 | London        | Wang Yihan | 21:15, 21:23, 21:17 |

| Jahr                    | Turnier                     | Finalgegner         | Resultat            |
| ----------------------- | --------------------------- | ------------------- | ------------------- |
| 2010                    | Asienmeisterschaft          | Liu Xin             | 21:13, 18:21, 21:19 |
| 2010                    | Macau Open                  | Adriyanti Firdasari | 21:18, 21:15        |
| 2011                    | Thailand Open               | Jiang Yanjiao       | 14:21, 21:14, 21:14 |
| 2011                    | Bitburger Open              | Yao Jie             | 21:8, 21:9          |
| 2012                    | German Open                 | Juliane Schenk      | 21:19, 21:16        |
| 2012                    | All England Open            | Wang Yihan          | 21:13, 21:19        |
| 2012                    | Asienmeisterschaft          | Wang Yihan          | 21:16, 16:21, 21:9  |
| 2012                    | India Open                  | Juliane Schenk      | 14:21, 21:17, 21:8  |
| 2013                    | Indonesia Open              | Juliane Schenk      | 21:16, 18:21, 21:17 |
| Juniorenmeisterschaften |                             |                     |                     |
| 2008                    | Junioren-Asienmeisterschaft | Wang Shixian        | 22:20, 21:13        |